# شهرستان شورچی
ناحیهٔ شورچی (Shurchi District) یکی از ناحیه‌های استان سرخان‌دریا در کشور ازبکستان است.
مرکز این ناحیه شهر شورچی است. ساکنان این ناحیه را ازبک‌ها و تاجیک‌ها تشکیل می‌دهند.